# 1311

## Události
- 7. února – Jan Lucemburský slavnostně korunován českým králem
- 12. února – milánští guelfové se vzbouřili proti římskému králi Jindřichovi VII.
- 16. října začal viennský koncil

## Narození
- 28. ledna – Johana II. Navarrská, navarrská panovnice († 1349)
- 1. července – Liou Ťi, čínský státník, vojevůdce, spisovatel a básník († 16. května 1375)
- 13. srpna – Alfons XI. Kastilský, král Kastilie († 1350)
- ? – Jan I. z Armagnacu, hrabě z Armagnacu († 1373)
- ? – Petr I. Bourbonský, vévoda bourbonský († 19. září 1356)
- ? – Markéta Holandská, německá královna, manželka Ludvíka IV. († 23. června 1356)

## Úmrtí
- 27. ledna – Chajsan, mongolský chán (* 1281)
- 15. března – Gautier V. z Brienne, vévoda athénský (* okolo 1275)
- 6. dubna – Filipa Lucemburská, hraběnka holandská (* 1252)
- 29. května – Jakub II. Mallorský, král Mallorky (* 1243)
- 21. července – Walram Lucemburský, syn lucemburského hraběte Jindřicha VI. (* cca 1280)
- 19. srpna – Jordan z Pisy, teolog (* cca 1255)
- 5. září – Omodej Aba, uherský šlechtic, palatin a zemský soudce (* ?)
- 13. října – Guy Namurský, zeelandský hrabě (* okolo 1275)
- 14. prosince – Markéta Brabantská, lucemburská hraběnka (* 1276)
- ? – Enguerrand IV. z Coucy, pán z Coucy (* ?)
- ? – Markéta z Artois, hraběnka z Évreux (* cca 1285)
- ? – Robert z Coucy, stavitel (* ?)
- ? – Villanovanus, španělský lékař a alchymista (* cca 1235)

## Hlavy států
Jižní Evropa
- Iberský poloostrov
  - Portugalské království – Dinis I. Hospodář
  - Kastilské království – Ferdinand IV. Pozvaný
  - Aragonské království – Jakub II. Spravedlivý
- Itálie
  - Papežský stát – Klement V.
  - La serenissima – Pietro Gradenigo – Marino Zorzi

Západní Evropa
- Francouzské království – Filip IV. Sličný
- Anglické království – Eduard II.
- Skotské království – Robert I. Bruce

Severní Evropa
- Norské království – Haakon V. Magnusson
- Švédské království – Birger Magnusson
- Dánské království – Erik VI. Menved

Střední Evropa
- Svatá říše římská – Jindřich VII. Lucemburský
  - České království – Jan Lucemburský
  - Hrabství henegavské – Vilém III. z Avesnes
  - Hrabství holandské – Vilém III. z Avesnes
  - Arcibiskupství brémské – Jan I.
- Polské knížectví – Vladislav I. Lokýtek
- Uherské království – Karel I. Robert

Východní a jihovýchodní Evropa
- Litevské velkoknížectví – Vytenis
- Moskevská Rus – Jurij III. Daniilovič
- Bulharské carství – Teodor Svetoslav
- Byzantská říše – Andronikos II. Palaiologos

Blízký východ a severní Afrika
- Osmanská říše – Osman I. Gází
- Kyperské království – Jindřich II. Kyperský
- Mamlúcký sultanát – Al-Málik An-Násir Muhammad ibn Kalaún

Afrika
- Habešské císařství – Ouédem-Arad